# Shawn Lane
 (décembre 2023).
Si vous disposez d'ouvrages ou d'articles de référence ou si vous connaissez des sites web de qualité traitant du thème abordé ici, merci de compléter l'article en donnant les références utiles à sa vérifiabilité et en les liant à la section « Notes et références ».
 (décembre 2023).
La mise en forme du texte ne suit pas les recommandations de Wikipédia : il faut le « wikifier ».
Les points d'amélioration suivants sont les cas les plus fréquents :
- Les titres sont pré-formatés par le logiciel. Ils ne sont ni en capitales, ni en gras.
- Le texte ne doit pas être écrit en capitales (les noms de famille non plus), ni en gras, ni en italique, ni en « petit »…
- Le gras n'est utilisé que pour surligner le titre de l'article dans l'introduction, une seule fois.
- L'italique est rarement utilisé : mots en langue étrangère, titres d'œuvres, noms de bateaux, etc.
- Les citations ne sont pas en italique mais en corps de texte normal. Elles sont entourées par des guillemets français : « et ».
- Les listes à puces sont à éviter, des paragraphes rédigés étant largement préférés. Les tableaux sont à réserver à la présentation de données structurées (résultats, etc.).
- Les appels de note de bas de page (petits chiffres en exposant, introduits par l'outil «  Source ») sont à placer entre la fin de phrase et le point final[comme ça].
- Les liens internes (vers d'autres articles de Wikipédia) sont à choisir avec parcimonie. Créez des liens vers des articles approfondissant le sujet. Les termes génériques sans rapport avec le sujet sont à éviter, ainsi que les répétitions de liens vers un même terme.
- Les liens externes sont à placer uniquement dans une section « Liens externes », à la fin de l'article. Ces liens sont à choisir avec parcimonie suivant les règles définies. Si un lien sert de source à l'article, son insertion dans le texte est à faire par les notes de bas de page.
- La présentation des références doit suivre les conventions bibliographiques. Il est recommandé d'utiliser les modèles {{Ouvrage}}, {{Chapitre}}, {{Article}}, {{Lien web}} et/ou {{Bibliographie}}. Le mode d'édition visuel peut mettre en forme automatiquement les références.
- Insérer une infobox (cadre d'informations à droite) n'est pas obligatoire pour parachever la mise en page.

Pour une aide détaillée, merci de consulter Aide:Wikification.
Si vous pensez que ces points ont été résolus, vous pouvez retirer ce bandeau et améliorer la mise en forme d'un autre article.
Pour les articles homonymes, voir Lane.
Shawn Lane (21 mars 1963 – 26 septembre 2003), était un guitariste et compositeur américain.
Référence pour de nombreux guitaristes, Shawn Lane laisse derrière lui une discographie riche, à la croisée de différents styles. Par exemple, son toucher et son inspiration s'illustrent dans des ambiances ethniques (Temporal Analogues of Paradise, Zen House).
La guitare y est intimiste, planante et raisonnante, mais Shawn démontre aussi sa virtuosité et sa sensibilité au sein de compositions et d'improvisations jazz-rock moderniste.
Citons ainsi Powers of Ten ou The Tri-Tone Fascination, où la technique et la fluidité de son jeu n'ont jamais pris le pas sur la mélodie.
On retrouve aussi Shawn Lane sur différentes compilations heavy-metal. Formé au classique et au jazz, adepte du métissage des musiques, il avait souvent regretté le manque d'ouverture musicale du public, mais surtout celle des critiques de presse.
Lorsqu'il était enfant, Shawn Lane a d'abord découvert la musique à travers le piano, qu'il a continué à pratiquer (plus tard, il composera les parties de claviers sur ses albums).
Il se tourne rapidement vers la guitare. À l'âge de 15 ans, le jeune Shawn est remarqué lors d'une audition pour le groupe de boogie Black Oak Arkansas, qui l'engage. Sa carrière de guitariste novateur était lancée, ponctuée de collaboration en studio pour différents artistes comme Joe Walsh (Eagles), Dweezil Zappa ou Al Kapone dans le rap.
Publié en 1992, son premier album solo Powers of Ten avait été distingué par la presse spécialisée. L'album a été réalisé dans son propre home-studio, au terme de deux ans de travail.
Shawn Lane a par ailleurs enregistré plusieurs albums de référence avec le bassiste suédois Jonas Hellborg.
Sur le plan matériel, Shawn Lane a adopté les guitares Vigier Excalibur, qu'il pouvait jouer sans frettes.
Comme le souligne une interview, le guitariste attachait une certaine importance au fait d'avoir une action des cordes régulières tout le long du manche. Il appréciait aussi un jeu plutôt fin (tirant 9-42). Dès lors, Shawn estimait pouvoir se concentrer sur la musique en faisant abstraction de la technique.
Si sa carrière a été assez discrète, Shawn Lane reste aujourd’hui un guitariste particulièrement révéré par les amateurs du genre. Il l’est sans doute moins pour sa musique, très éclectique, et pas forcément facile d’accès, que pour ses prouesses techniques, et notamment sa capacité à exécuter, à des vitesses stupéfiantes et en conservant toute sa musicalité, des parties d’une grande complexité. Si certains s’agacent de le voir ainsi réduit à une bête de foire, il faut reconnaître que Lane a ouvert la voie à de nombreux ‘shredders’, ces guitaristes de jazz-rock, de heavy-metal ou de néo-classique qui font de la vitesse d’exécution un registre à part entière de leur vocabulaire musical.
Shawn Lane venait d'être hospitalisé durant plusieurs semaines. Une cérémonie funéraire a eu lieu le 30 septembre à Memphis, où il a passé l'essentiel de sa vie.

## Discographie

### Avec MVP (The Mark Varney Project)
- 1991 : Centrifugal Funk

### Albums solo
- Powers Of Ten (1992)
- The Tri-Tone Fascination (1999)
- With Powers Of Ten: Live! (2001)

### Avec le bassiste Hellborg
- Abstract Logic (1995)
- Temporal Analogues Of Paradise (1996)
- Time Is The Enemy (1997)
- Zen House (1999)
- Good People In Times Of Evil (2000)
- Personae (2002)
- Icon (2002)